# Де Камарго, Игор
И́гор Де Кама́рго (порт.-браз. Igor de Camargo; род. 12 мая 1983[…], Порту-Фелис, Сан-Паулу) — бразильский и бельгийский футболист, нападающий. Выступал за сборную Бельгии.

## Карьера
В 2000 году Игор подписал контракт с «Генком», но был одним из многих молодых игроков в команде и заиграть в ней не смог. В сезоне 2003/04 был отправлен вместе с десятью другими игроками в аренду в «Беринген», где смог проявить себя, сыграв 32 матча и забив 10 мячей. После того сезона вернулся в «Генк», но дела там всё равно не пошли. До новогоднего перерыва он сыграл 15 матчей и забил всего лишь один мяч. В январе 2005 года по обоюдному согласию Игор был продан в «Брюссель», который играл также в первом бельгийском дивизионе. За окончание чемпионата 2004/05 провёл 13 матчей и забил 5 мячей. Следующий сезон Игор провёл ещё бодрее и до зимнего перерыва в 15 матчах забил 9 мячей. Футболист сразу же заинтересовал «Стандард», один из ведущих клубов Бельгии, и сразу принял от него предложение. Всего за «Стандард» Игор играл в течение четырёх с половиной сезонов, за это время он провёл 114 матчей и забил 32 мяча.
22 апреля 2010 года было объявлено, что по окончании сезона Игор перейдёт в мёнхенгладбахскую «Боруссию».

## Карьера в сборной
В 2009 году, после принятия бельгийского гражданства, Игор был вызван в национальную сборную. Дебют состоялся в 11 февраля, в товарищеском матче со сборной Словении.